# Абсорбційна спектроскопія
Абсорбційна спектроскопія (рос. абсорбционная спектроскопия, англ. absorption spectroscopy) — метод визначення хімічної структури речовин та їхніх концентрацій, заснований на вимірюванні кількості електромагнітного випромінення, яке поглинає зразок при різних довжинах хвиль.

## Диференційна абсорбційна спектроскопія
Спектроскопічний метод, в якому з метою підвищення точності визначення концентрації в аналітичних пробах з висококонцентрованими аналітами, заміняють пусту кювету (порівняльну кювету) на кювету, що містить аналіт чи іншу абсорбівну речовину відомої концентрації. Отриманий таким чином спектр називається диференційним.